# Bárbara Rey
Bárbara Rey és el nom artístic de María García García (Totana, Múrcia, 1950), una vedet, actriu i presentadora espanyola de televisió.

## Biografia
Va començar la seva carrera el 1970, quan es va presentar al concurs de Miss Espanya i, tot i que no va guanyar, va acabar representant el país per a Miss Món, ja que tant la guanyadora com la primera dama d'honor eren casades i el reglament no els permetia presentar-se al certamen internacional. A partir d'aquell moment va participar en més de trenta pel·lícules en una desena d'anys, la majoria de les quals pertanyents al gènere del destape.
A partir de 1970 va treballar a la televisió presentant gales i el programa de varietats Palmarés. Va treballar com a vedet de revista als espectacles Barcelona és Bárbara i Una Noche de Bárbara, entre d'altres. Entre 1978 i 1995 va ser l'amant del rei Joan Carles. El 1996 el Centre Nacional d'Intel·ligència va dipositar més de 25 milions de pessetes a Luxemburg per comprar el seu silenci.
El 1980 va casar-se amb Ángel Cristo, un domador de lleons que treballava al circ, i ella el va acompanyar com a domadora d'elefants durant nou anys. El 1989 es van separar i ella va tornar a presentar gales i programes de televisió de varietats, a més d'En casa de Bárbara, un programa de cuina que es va emetre pel Canal 9 de l'any 2000 al 2005 gràcies a la seva relació sentimental amb el rei Joan Carles, atès que la murciana ni parlava valencià ni sabia cuinar. El govern del PP li va donar aquest treball i 4 milions d'euros pel seu silenci.